# Jean Thans
Jean Thans (Maastricht, 26 september 1943 – Maastricht, 4 juli 2006) was een Nederlands voetballer en sportbestuurder. Hij stond onder contract bij onder andere VVV.

## Spelerscarrière
Thans maakte in 1965 de overstap van amateurclub RKSV Heer naar VVV. Op 22 augustus 1965 maakte hij daar zijn profdebuut in een met 2-1 verloren uitwedstrijd bij Alkmaar '54. In zijn tweede jaar bij de Venlose tweededivisionist had hij met 19 doelpunten een belangrijk aandeel in de promotie naar de Eerste divisie. In het daaropvolgende seizoen was de aanvaller maandenlang uitgeschakeld, nadat hij op 22 oktober 1967 in een thuiswedstrijd tegen Holland Sport (0-0) zijn rechterscheenbeen brak. 
In 1968 zette Thans zijn loopbaan voort over de grens, waar hij nog voor een aantal Belgisch-Limburgse clubs zou uitkomen alvorens hij zijn carrière uiteindelijk zou afsluiten bij zijn oude club RKSV Heer.

### Profstatistieken
| Seizoen         | Club            | Competitie      | Competitie | Competitie | Beker | Beker | Playoffs | Playoffs | Totaal | Totaal |
| Seizoen         | Club            | Competitie      | Wed.       | Dlp.       | Wed.  | Dlp.  | Wed.     | Dlp.     | Wed.   | Dlp.   |
| --------------- | --------------- | --------------- | ---------- | ---------- | ----- | ----- | -------- | -------- | ------ | ------ |
| 1965/66         | VVV             | Eerste divisie  | 25         | 8          | 3     | 3     | —        | —        | 28     | 11     |
| 1966/67         | FC VVV          | Tweede divisie  | 44         | 19         | —     | —     | —        | —        | 44     | 19     |
| 1967/68         | FC VVV          | Eerste divisie  | 9          | 1          | 0     | 0     | 0        | 0        | 9      | 1      |
| Carrière totaal | Carrière totaal | Carrière totaal | 78         | 28         | 3     | 3     | 0        | 0        | 81     | 31     |

## Verdere loopbaan
Na zijn voetballoopbaan raakte Thans betrokken bij de kegelsport waarin hij meervoudig Nederlands kampioen werd. In 1992 werd hij benoemd tot voorzitter van de Koninklijke Nederlandse Kegelbond (KNKB), dezelfde bond die hem in 2001 na een onterechte beschuldiging van dopinggebruik moest rehabiliteren.
Daarnaast was Thans ook politiek actief. Bij de gemeenteraadsverkiezingen in 2002 werd hij met voorkeurstemmen voor het CDA gekozen in de Maastrichtse raad.